# Arbeitsgemeinschaft der katholischen Organisationen Deutschlands
In der Arbeitsgemeinschaft der katholischen Organisationen Deutschlands (AGKOD) sind rund 125 katholische Verbände, Geistliche Gemeinschaften und Bewegungen, Säkularinstitute sowie Aktionen, Sachverbände, Berufsverbände und Initiativen zusammengeschlossen, die auf überdiözesaner Ebene tätig sind. Die in der Arbeitsgemeinschaft zusammengeschlossenen Organisationen stehen für rund 6 Millionen Mitglieder. Sitz der Organisation ist in Berlin.

## Geschichte
In Deutschland haben die im 19. Jahrhundert im Umfeld der bürgerlichen Freiheitsbewegung entstandenen katholischen Verbände dem deutschen Katholizismus eine historisch unverwechselbare Gestalt gegeben. Der Zusammenschluss der katholischen Verbände war der Vorläufer des heutigen Zentralkomitees der deutschen Katholiken. Die AGKOD wurzelt in dieser Tradition. In dem eigenverantwortlichen Handeln in der Gesellschaft sieht sie ein Wesensmerkmal des gemeinschaftlichen Apostolates.

## Aufgaben
Aufgabe der Arbeitsgemeinschaft (beschrieben in der Ordnung der AGKOD) ist es, über gemeinsame Anliegen der katholischen Organisationen in Kirche, Staat und Gesellschaft zu beraten, gemeinsame Initiativen zu vertreten und den Gedanken- und Erfahrungsaustausch seiner Mitgliedsorganisationen zu fördern.

## Organisation
Die Delegiertenversammlung der Arbeitsgemeinschaft wählt 97 Persönlichkeiten in die Vollversammlung des Zentralkomitees der deutschen Katholiken (ZdK). Zusammen mit den 84 Vertretern der Diözesanräte und 45 Einzelpersönlichkeiten bilden sie die Vollversammlung des Zentralkomitees der deutschen Katholiken (ZdK). Zwischen den alle zwei Jahre tagenden Delegiertenversammlungen nimmt ein elfköpfiger Vorstand die Aufgaben der AGKOD wahr.